# Zacahuil

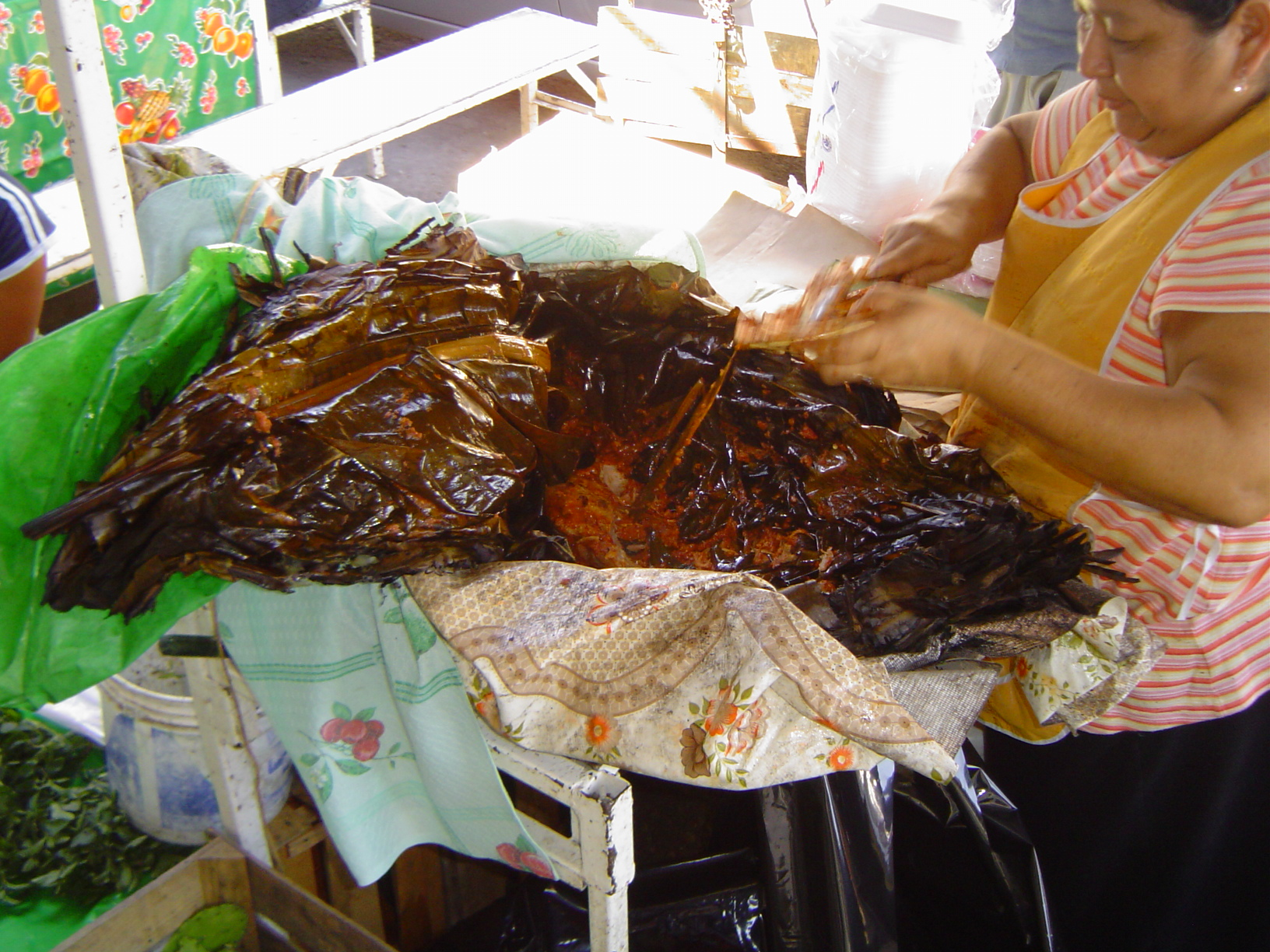
Zacahuil efter grillning

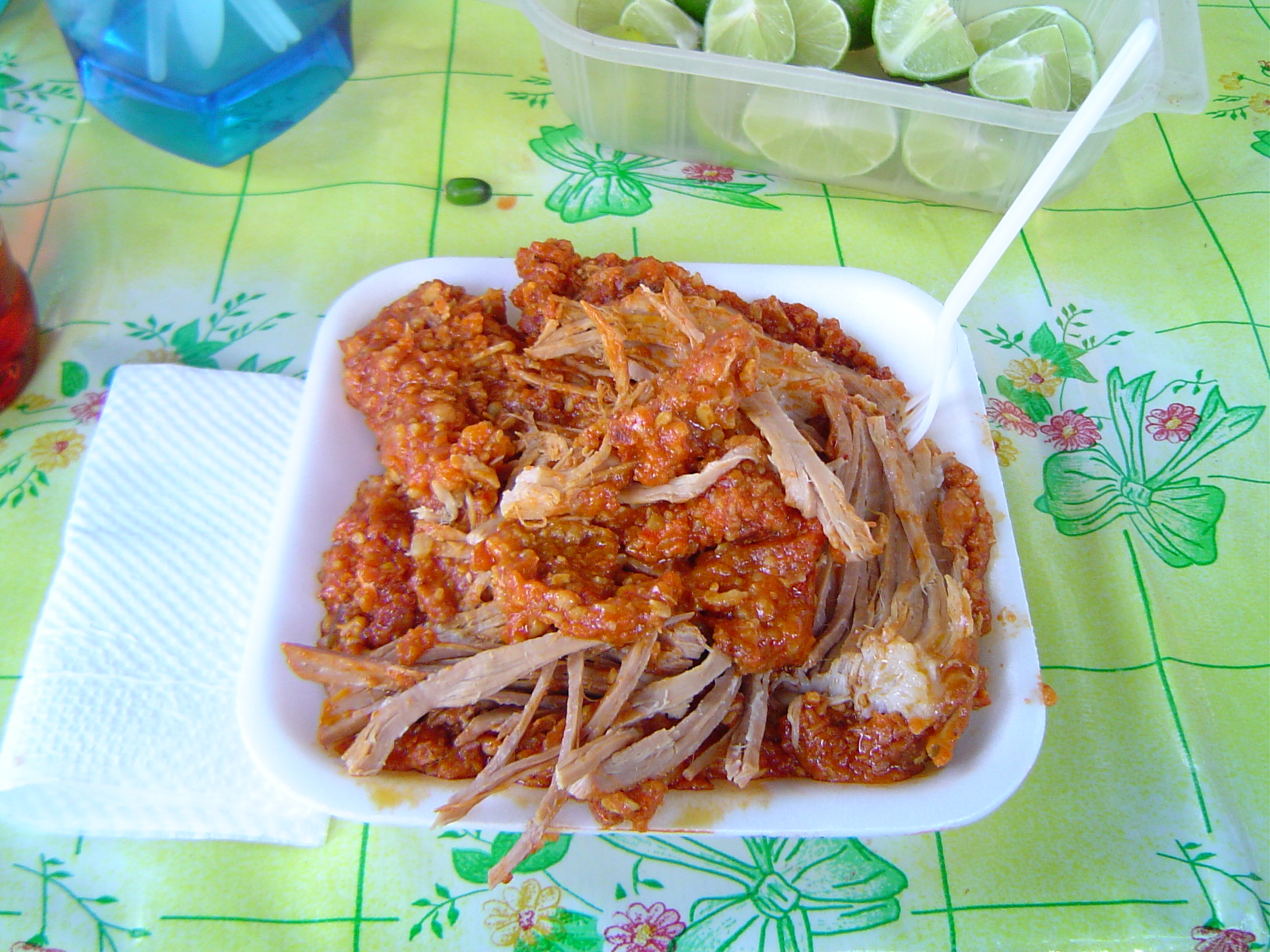
Det färdiga innehållet.

Zacahuil typ av tamal från La Huasteca-regionen i nordöstra Mexiko. Den är gjord med bananblad i jordugn och är större än vanliga tamales. Detta är en tamal för flera personer oftast till hela matlaget och det är vanligt att man försöket slå rekord i största zacahuilen.